# Streptocitta torquata
Streptocitta torquata, "nordlig vithalsad skatstare", är en fågelart i familjen starar inom ordningen tättingar. Den betraktas oftast som underart till vithalsad skatstare (Streptocitta albicollis), men urskiljs sedan 2016 som egen art av Birdlife International och IUCN.
Fågeln förekommer endast på norra och östra Sulawesi i Indonesien. Den kategoriseras av IUCN som livskraftig.